# 新井由美子
新井 由美子（あらい ゆみこ、1967年11月26日 - ）は、神奈川県大和市出身の元アイドル歌手。ホリ・エージェンシーに所属していた。キャッチフレーズは「エアロ美少女」。

## 人物
中学3年生であった1982年4月18日に第547回『スター誕生!』に出場して合格し、同年8月1日には『スター誕生!第42回決戦大会』に進出した。翌1983年にはホリプロタレントスカウトキャラバン東京大会出場時にスカウトされ、モデルとして活動した。
1985年2月5日に、クラウンレコードからシングル『ピンクの花粉』で歌手としてデビューし、NHKのアイドル歌謡番組『レッツゴーヤング』にサンデーズのメンバーとして出演した。
明治大学付属中野高等学校卒業。後に、CMやグラビア中心の活動に転向し、太田胃散や武富士のCMに出演した。

## ディスコグラフィ
- 全てPANAMからリリースされた。

### シングル
| # | 発売日         | A/B面 | タイトル               | 作詞              | 作曲       | 編曲              | 規格品番 |
| - | -------------- | ----- | ---------------------- | ----------------- | ---------- | ----------------- | -------- |
| 1 | 1985年 2月5日  | A面   | ピンクの花粉           | 森雪之丞          | 馬飼野康二 | 飛沢宏元          | CWP-55   |
| 1 | 1985年 2月5日  | B面   | ハーバーライト・ブルー | 三浦徳子          | 林哲司     | 大谷和夫          | CWP-55   |
| 2 | 1985年 7月21日 | A面   | マイボーイ             | 馬場孝幸 飯塚敦子 | 馬場孝幸   | 鷺巣詩郎 渡辺博也 | CWP-63   |
| 2 | 1985年 7月21日 | B面   | 夏しましょ。           | 飯塚敦子          | 馬場孝幸   | 鷺巣詩郎          | CWP-63   |

## 出演

### テレビドラマ
- 法医学教室の事件ファイル 第1シリーズ 第2話「他殺か病死か?! 新妻の復讐」（1992年、テレビ朝日）

### 音楽番組
- レッツゴーヤング（1984年4月-1986年4月、NHK総合）サンデーズのメンバーとしてレギュラー出演

### バラエティ
- クイズバトルロイヤル待ったあり!（1991年4月-1991年9月、ABC）リポーターとして出演

### CM
- コスモ石油
- 渋谷ゼミナール
- 太田胃散
- 武富士（初代武富士ダンサーズとして出演）
- 花王 ロリエ　セイフティーロング

### 写真集
- フレッシュスコラ11 新井由美子 写真集 （1989年7月14日 スコラ） ISBN 9784882754114

## ビデオ
- 瞳のなかのユーミン（1988年12月1日 パワースポーツ） - 荒井由美子名義
- VIDEOスコラnu! 新井由美子（1989年 スコラ）

## DVD
- Legend Gold 〜伝説のスーパーアイドル完全復刻版〜 瞳のなかのユーミン（2009年10月16日 日本メディアサプライ）